# قاعدة وادي سيدنا العسكرية
قاعدة وادي سيدنا الجوية هي قاعدة عسكرية تتبع الي الجيش السوداني تقع بالقرب من العاصمة السودانية الخرطوم، حيث تبعد قاعدة وادي سيدنا عن الخرطوم ما يقارب 22 كيلومتر عن العاصمة الخرطوم 

## تأسيس سلاح الجو السوداني
بعد استقلال السودان عن بريطانيا في عام 1956. وساعد البريطانيون في تأسيس القوة الجوية بتوفير المعدات والتدريب. تم تسليم أربعة طائرات نفاثة من طراز باك جت بروفوست للتدريب في عام 1957. في العام التالي، حصل جناح النقل في سلاح الجو السوداني على طائرة النقل الأولى له من طراز Hunting President ‏. في عام 1960 تلقى سلاح الجو السوداني ست طائرات إضافية من سلاح الجو الملكي. أيضا في عام 1960، تمت زيادة قدرة جناح النقل عن طريق إضافة طائرتي Hunting President ‏. حصل سلاح الجو على طائراته المقاتلة الأولى عندما تم تسليم 12 طائرة باك جت بروفوست ذات قدرة الدعم الجوي الوثيق في 1962. في الستينيات بدأ الاتحاد السوفيتي والصين بتزويد القوات الجوية السودانية بالطائرات.

## الطائرات الخاصه بالقوات المسلحة السودانية
القوات الجوية السودانية يتكون حالياً من أكثر من 200 طائرة.
| الطائرة                                | المصدر                      | النوع                                  | الطراز                 | عدد الطائرات في الخدمة                                        | ملاحظات |
| -------------------------------------- | --------------------------- | -------------------------------------- | ---------------------- | ------------------------------------------------------------- | --- |
| ميج-29                                 | روسيا                       | مقاتلة                                 | ميج-29                 | 8                                                             | عدد الطائرات التي في الخدمة غير مؤكد |
| تشنغدو جيه-7                           | الصين                       | مقاتلة                                 | F-7M                   | 24                                                            | خارج الخدمة |
| هونغدو جيه إل-8                        | الصين/ باكستان              | تدريب/هجومية خفيفة                     |                        | ٦                                                             | في الخدمة ، دمر بعضها بواسطة هجمات من طائرات مسيرة تتبع للدعم السريع                                                                           |
| Guizhou JL-9                           | الصين                       | تدريب متقدم / هجوم خفيف /حرب إلكترونية | FTC2000G               | 2 قابلة للزيادة                                               | في الخدمة . دمرت 4 في الهجوم على مطار مروي |
| نانتشانغ كيو-5                         | الصين                       | هجوم على الأهداف الأرضية               | A-5                    | 15-20                                                         | تم تسليمها إلى السودان من الصين عام 2003، على الرغم من المزاعم إنها ممولة من قبل إيران. شوهدت في منطقة جنوب دارفور في مطار نيالا . خارج الخدمة |
| أنتونوف أن-12                          | الصين                       | شحن / متعددة المهام                    |                        | 2                                                             | |
| أنتونوف أن-24                          | الاتحاد السوفيتي / أوكرانيا | شحن                                    | An-24RV                | 3                                                             | |
| أنتونوف أن-26                          | الاتحاد السوفيتي            | شحن                                    | An-26                  | 1                                                             | عدلها سلاح الجو السوداني لتستخدم كقاذفة قنابل.                                                                                                 |
| كاسا سي-212 أفيوكار                    | إسبانيا                     | شحن                                    | CASA C.212-200 Aviocar | 2                                                             | |
| دي هافلاند كندا دي إتش سي - 5          | كندا                        | شحن                                    | DHC-5D                 | 3                                                             | |
| دي هافيلاند كندا دي إتش سي 6 توين أوتر | كندا                        | مراقبة                                 | DHC-6 Twin Otter 300   | 1                                                             | |
| إليوشن إل-62                           | الاتحاد السوفيتي            | شحن                                    | Ilyushin IL-62M        | 1                                                             | الرحلات عالية الأهمية فقط . دمرت في مطار الخرطوم                                                                                               |
| إليوشن إل-76                           | روسيا                       | نقل                                    | IL-76MD                | 1                                                             | في الخدمة |
| فوكر إف27 فريند شيب                    | هولندا                      | شحن                                    | F.27 Mk 100            | 1                                                             | الرحلات عالية الأهمية فقط . خارج الخدمة |
| داسو فالكون 20                         | فرنسا                       | شحن                                    | Dassault Falcon 20F    | 1                                                             | الرحلات عالية الأهمية فقط |
| داسو فالكون 50                         | فرنسا                       | شحن                                    | Dassault Falcon 50     | 1                                                             | الرحلات عالية الأهمية فقط |
| سي-130                                 | الولايات المتحدة            | شحن                                    | C-130H                 | 1                                                             | عدد الطائرات التي في الخدمة غير مؤكد. |
| أي إيه آر 330                          | رومانيا                     | شحن/بحث وإنقاذ                         | ICA IAR-330L PUMA      | 24                                                            | خارج الخدمة . في الصيانة |
| Shenyang F-5                           | الصين                       | مقاتلة                                 | F-5/FT-5               | 19                                                            | عدد الطائرات التي في الخدمة غير مؤكد. |
| بيل 212                                | الولايات المتحدة            | شحن                                    | AB212                  | 10                                                            | عدد الطائرات التي في الخدمة غير مؤكد. |
| بي أو 105                              | ألمانيا                     | شحن/ هجومية/بحث وإنقاذ                 | Bo 105CB               | 20                                                            | عدد الطائرات التي في الخدمة غير مؤكد. |
| ميل مي-8                               | الاتحاد السوفيتي            | شحن                                    | Mi-8T                  | 6 (بالإضافة إلى عدد غير معروف من الطراز ميل مي-71. المؤكدة 3) | عدد الطائرات التي في الخدمة غير مؤكد. |
| ميل مي-24                              | الاتحاد السوفيتي            | مروحية حربية                           | Mi-24V/Mi-24P          | 60+                                                           | |
| سو-25                                  | الاتحاد السوفيتي            | هجوم على الأهداف الأرضية               | Su-25                  | 3                                                             | تم تسليمها إلى السودان في عام 2008 بواسطة بيلاروسيا                                                                                            |
| ميج-23                                 | الاتحاد السوفيتي            | مقاتلة-قاذفة قنابل                     | MiG-23BN               | 24                                                            | تمت صيانتها محليا في مجمع صافات . خارج الخدمة                                                                                                  |
| إف-5                                   | الولايات المتحدة            | مقاتلة نفاثة                           | F-5E                   | 15 على الأقل . خارج الخدمة                                    | |

## تأسيسه
مطار وادي سيدنا يقع ضمن قاعدة وادي سيدنا العسكرية، شمال أم درمان، أكبر القواعد العسكرية للجيش السوداني، واحد من أقدم المطارات العسكرية في البلاد، أنشئ في العام 1967 أثناء حرب النكبة بين العرب وإسرائيل، وأُطلق عليه اسم قاعدة ناصر الجوية، نسبة للرئيس المصري السابق جمال عبد الناصر.
في ذلك العام، أُجليت كل الطائرات الحربية المصرية أثناء الحرب، وتولى الجيش السوداني مهمة تأمينها مع ازدياد الضربات الجوية لسلاح الجو الإسرائيلي على مصر، ولاحقاً طُوّرت المنطقة إلى قاعدة عسكرية أوسع، وذلك في عهد الرئيس السابق جعفر محمد نميري 1969- 1985، لتشمل وحدات عسكرية أخرى مثل الكلية الحربية ومعهد المشاة والمظلات، كما غُيّر اسمها من قاعدة ناصر إلى قاعدة وادي سيدنا.

## أرتباط الانقلابات العسكرية بالقاعدة الجويه
ارتبطت منطقة وادي سيدنا العسكرية بعدد من الانقلابات العسكرية في السودان، مثل انقلاب الرئيس السابق جعفر نميري 1969 وانقلاب الرئيس المعزول عمر البشير، ويعد الاستيلاء عليها واحداً من مؤشرات نجاح أي نقلاب في السودان.
وفي عام 1976، كانت منطقة وادي سيدنا العسكرية واحدة من المناطق التي استهدفتها قوات معارضة لنميري 1976، بعد دخولها من معسكراتها في ليبيا مدعومة من نظام العقيد معمر القذافي، الذي تدهورت علاقاته مع نظام نميري، وفشلت العملية في إطاحة نميري الذي أعدم عدداً من قادتها العسكريين.

## استخدام القاعدة في اشتباكات الدعم السريع والقوات المسلحة
استخدمت القاعدة مع بداية المواجهات الحالية بين الجيش والدعم السريع لانطلاق الطائرات الحربية التابعة للجيش، من سوخوي وميغ وغيرها، لشن ضربات جوية على معسكرات ونقاط ارتكاز قوات الدعم السريع في الخرطوم وتخومها الغربية، لاستهداف خطوط إمدادها من غربي البلاد. تصدى سلاح الجو السوداني لتحركات قوات الدعم السريع بقوة في بداية المعركه، عندما كان الجيش السوداني غير مستعدا للقتال وتمردت هذه القوات عن الدوله لتحكم السيطره علي مناطق مدنيه متعدده في أرجاء العاصمه الخرطوم، وبدأت في مهاجمة مواقع الجيش السوداني العسكريه الا ان سلاح الجو السوداني قاتل القوات المتمرده ببساله وصد تحركاتها الي ان جمع الجيش السوداني أطرافه وبدأ في مهاجمة القوات المتمرده وترجحت الكفه الميدانيه لصالح الجيش السوداني في ظرف عام من الزمان تقريبا منذ إعلان قائد الجيش الفريق أول ركن عبد الفتاح البرهان خطة الحفر بالابره ونجحت خطته في احكام السيطره علي معظم الولايات التي لم تسيطر عليها وبدأ في مهاجمتهم بقوه اوقعت عديد من القتلى في صفوف قوات الدعم السريع المتمرده 